# Elodina angulipennis
Elodina angulipennis är en fjärilsart som först beskrevs av Lucas 1852.  Elodina angulipennis ingår i släktet Elodina och familjen vitfjärilar. Inga underarter finns listade i Catalogue of Life.

## Bildgalleri

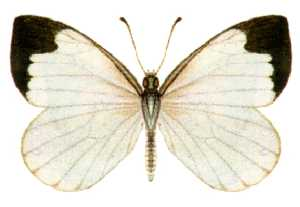
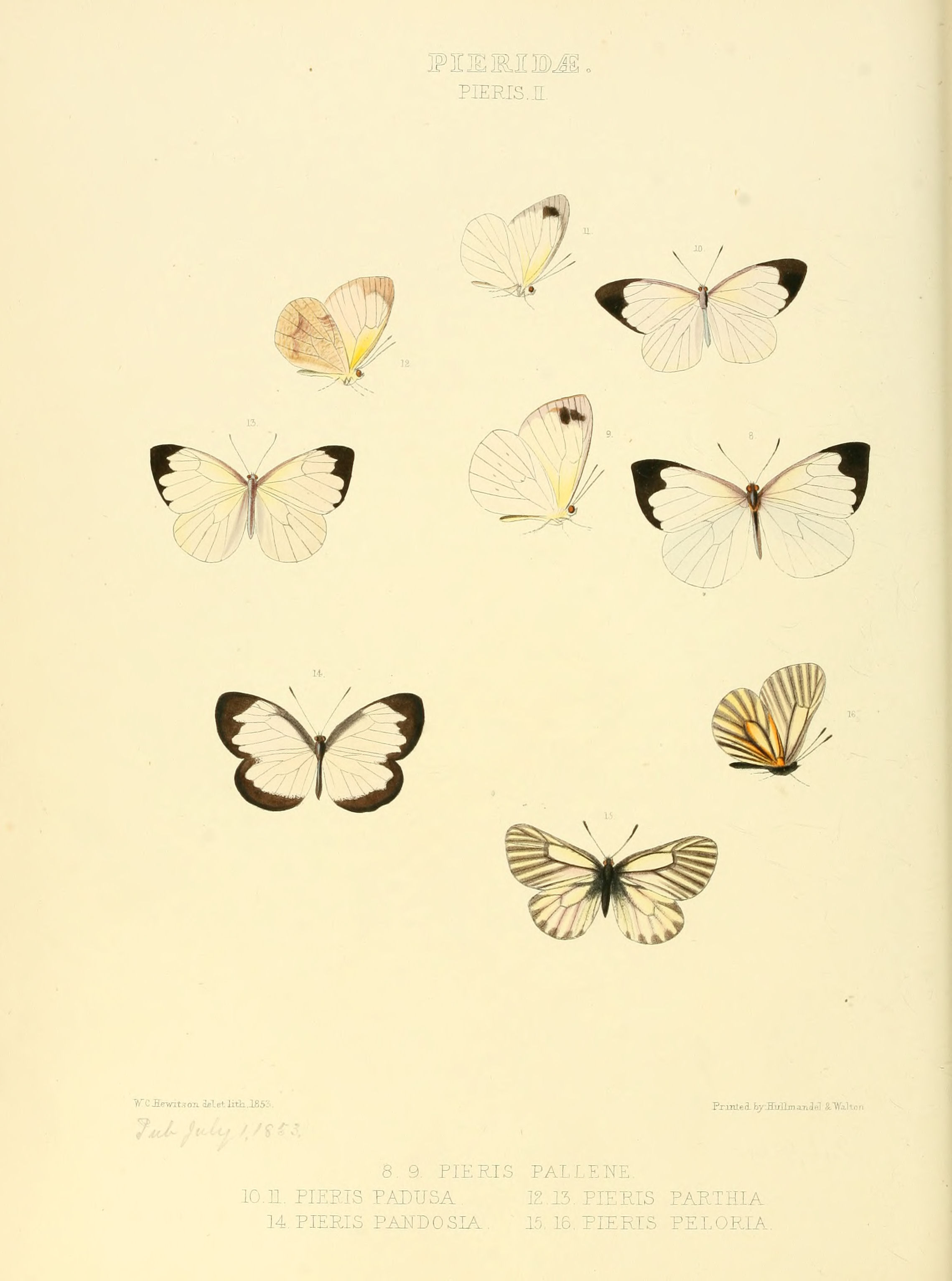